# Un nulla pieno di storie
Un nulla pieno di storie. Ricordi e considerazioni di un viaggiatore nel tempo è un'autobiografia-intervista dello scrittore italiano Sebastiano Vassalli in collaborazione con Giovanni Tesio.
Il libro tocca diversi punti e tematiche che spaziano dalla vita dell'autore alla religione, all'Italia fino ad arrivare alla morte.

## Trama
Il libro si struttura partendo dall'infanzia dell'autore, in cui racconta delle sue vicende familiari dove emergono principalmente la figura del padre (da lui soprannominato "il Merda", sottolineando il rapporto conflittuale che ebbe con lui) e delle zie a cui era stato affidato dopo il divorzio dei genitori.
Discorre poi della guerra e dei ricordi legati ad essa, dicendo di aver assistito alla fucilazione di uomini sospettati di essere partigiani e a una conversazione dove si citava un uomo di nome Redimisto Fabbri, di cui non ci si auspicava l'insurrezione sua e dei suoi operai. 
In seguito parla dell'esperienza scolastica, del suo amore per la letteratura e la natura, citando Dino Campana, poeta da lui considerato il suo "babbo matto". Si sofferma sul docente universitario di italiano, il quale diceva che nonostante la forma errata della sua tesi di laurea, era tuttavia molto convincente nei contenuti. In generale l'autore si definiva uno studente mediocre ma un lettore formidabile.
Parla della sua esperienza matrimoniale e della sua prima moglie (che chiama solo con la lettera iniziale del suo nome, "L") con la quale ha vissuto 32 anni della sua vita e del suo figlio adottivo. Ella è affetta da una malattia grave, di cui più tardi morirà.
Passa successivamente al discorso sulla religione e su Dio, ritenendo quest'ultimo necessario al contrario della religione. Approfondisce suddividendo essa in due parti (mito e rito) e che essa acquisisce un ruolo politico man mano che ci si allontana dal mito.
Racconta in seguito che in gioventù ha fatto parte di una brigata comunista, chiamata Gruppo 63, che secondo lui aveva idee confuse ma molto forti. Vi era una divisione tra i cosiddetti Moderni (come Umberto Eco, Edoardo Sanguineti, Nanni Balestrini) e gli Antichi (Pier Paolo Pasolini, Carlo Cassola, Giorgio Bassani). In questo periodo ha anche affrontato un esame da scrittore, superandolo, ma in cui non si distinse particolarmente.
Vassalli si paragona al suo "babbo matto", perché vede nella poesia e nella scrittura un modo per raccontarsi e fa una riflessione sul suo lavoro da scrittore, trattando dei rapporti con teatro e cinema.
Egli dice che è nato come scrittore con la pubblicazione de La notte della cometa riflettendo sulla nascita della parola. Sostiene che l'arte di scrivere non è solo quella di raccontare storie ma è anche quella di raccontare appunto se stessi.
Fa una digressione sul popolo italiano con i suoi difetti e i suoi pregi: l'italiano meritevole di rispetto e ammirazione è colui che dà il meglio di sé nei momenti difficili, al contrario di colui che si considera un vincente in partenza. Una cosa che lo infastidisce molto è l'astio presente tra Nord e Sud, che lo ha portato molto spesso a troncare rapporti non appena si toccasse l'argomento.
Dell'Italia presenta una divisione in Paese Legale (la realtà di tutti i giorni) e Paese Sommerso (il mondo della Mafia), citando il politico Bettino Craxi e gli scrittori Sciascia e Saviano.
Racconta successivamente di un aneddoto con il suo primo editore: gli doveva infatti dare uno scritto riguardante l'arte di sterminare gli uomini che doveva essere solo letto, tuttavia esso finì sbaglio finì nelle mani di Calvino, che lo fece pubblicare con il titolo Tempo di massacro.
Parla poi di altri editori, come Guido Bovico Bonnino (denominato da lui "GDB"), il primo, di Bollati, ricordato per averlo spinto a pubblicare La notte della cometa.
C'è un conflitto tra il terzo e il futuro quarto editore Giulio Einaudi e Alessandro Dalai, cui verrà sostituito nel ruolo da amministratore da un'altra persona. Dalai fonda così un'altra casa editrice, Baldini & Castoldi, di cui Vassalli entra a far parte.
Ammette di avere ancora fiducia nella letteratura nonostante si cerchi sempre più la quantità rispetto alla qualità e in particolare della poesia, che tornerà a manifestarsi e non si spegnerà mai. Sia la letteratura che la poesia esisteranno sempre nonostante l'arte del raccontare possa diventare sempre più inutile.
L'autobiografia-intervista si conclude trattando di temi ricorrenti nei romanzi di Vassalli: la morte, la vanitas e la cenere. 
Si esprime specialmente sulla morte, vissuta in modi differenti in passato e nel presente: nel Medioevo infatti uomini e donne convivevano con la morte, divenendo quindi avidi di vita e ricercando il più possibile i piaceri. Nell'età moderna essa è invece considerata qualcosa di distante, addirittura sconveniente.
Vassalli, come tutti, ha paura della morte ed utilizza l'intervista come espediente per poter descrivere il suo testamento e di come si svolgerà il suo funerale, affermando che le sue ceneri debbano essere sparse davanti alla casa dove vivrà i suoi ultimi anni di vita.